# Truxaloides coeruleipennis
Truxaloides coeruleipennis är en insektsart som först beskrevs av Willy Adolf Theodor Ramme 1929.  Truxaloides coeruleipennis ingår i släktet Truxaloides och familjen gräshoppor. Inga underarter finns listade i Catalogue of Life.